# ثيو والكسندر
ثيو والكسندر (باليونانية: Τεό Αλεξάντερ)‏ هو ممثل يوناني، ولد في 1981 بأثينا في اليونان.

## وصلات خارجية
- ثيو والكسندر على موقع IMDb (الإنجليزية)
- ثيو والكسندر على موقع ألو سيني (الفرنسية)
- ثيو والكسندر على موقع أول موفي (الإنجليزية)
- ثيو والكسندر على موقع أول موفي (الإنجليزية)
- ثيو والكسندر على موقع كينوبويسك (الروسية)